# 지그프리드 앤 로이

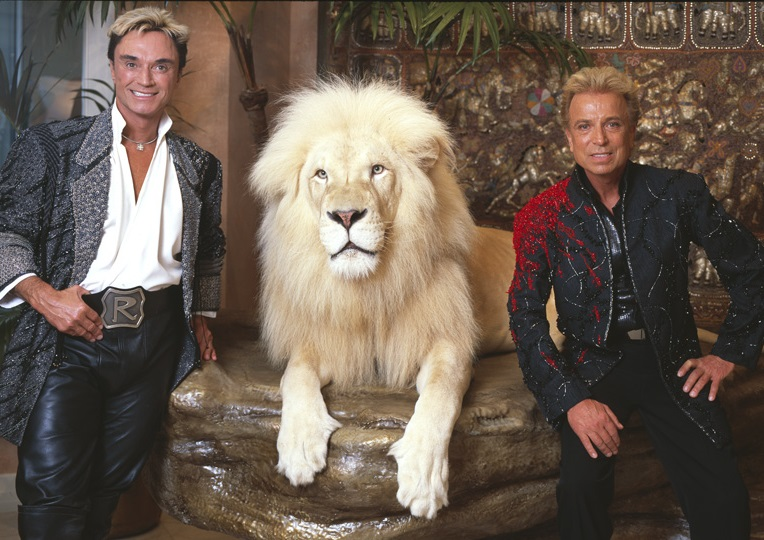

지그프리드 앤 로이(Siegfried & Roy)는 흰사자와 흰호랑이를 등장시킨 것으로 유명한 독일계 미국인 마법사, 엔터테이너 듀오이다. 시그프리드 피슈바처(Siegfried Fischbacher, 1939년 6월 13일 ~ 2021년 1월 13일)와 로이 혼(Roy Horn, 본명: Uwe Ludwig Horn, 1944년 10월 3일 ~ 2020년 5월 8일)으로 구성되었다.
1990년 2월 1일부터 혼의 경력이 단절되는 상해에 이르는 2003년 10월 3일 그의 생일까지 이 듀오는 미라지 리포트 앤드 카지노(Mirage Resort and Casino)에서 지그프리드 앤 로이를 구성하였으며 네바다주 라스베이거스에서 가장 많이 방문하는 쇼로 간주되었다. 2004년 8월부터 2005년 5월까지 피슈바처와 혼은 애니메이션 시트콤 프라이드의 아버지의 프로듀서를 맡았다.